# Збройні сили Держави Палестина
Збройні сили Палестинської національної адміністрації або Палестинські національні сили безпеки
(англ. Palestinian National Security Forces) — воєнізовані формування Палестинської національної адміністрації. З моменту підписання Ословських угод 1993-1995 років діють у контрольованих палестинською владою районах Західного берега річки Йордан.
Окремим формуванням, яке спочатку не входило в національні сили безпеки, була Президентська гвардія.
Палестинські національні сили безпеки залучаються до різних видів діяльності, як-от, підтримання безпеки та захист Голови Палестинської національної адміністрації і палестинського керівництва. В цілому вони також виконують функції правоохоронних органів.
Генеральний директор палестинських національної сил безпеки — генерал-майор Мустафа Салем аль-Біштауї, відомий за партійним псевдонімом Насер Юсеф.
Палестинські сили безпеки фінансують США, які, за оцінками ЗМІ, платять за це щороку 3 мільйони доларів.

## Передісторія
У рамках Ословських угод Палестинським національним силам безпеки було надано право набирати на роботу і навчати поліцію з воєнізованими можливостями, але не було дозволено мати збройні сили. Чисельність цих підрозділів, їхню структуру, озброєння і склад регулюють кілька двосторонніх угод між ПНА та Ізраїлем. Угоди наділяють Ізраїль правом огляду потенційних новобранців і утриматися від схвалення їх з терористичних підстав. Однак вони не виконуються, у результаті чого фактичний розмір та оснащення цих підрозділів у 2002 році перевищили допустимі межі.
Спочатку Ясир Арафат створив аж 14 силових служб, які дублювали і часто конкурували між собою, кожну з яких контролював політичний суперник або колишній партизанський ватажок, але всі вони в кінцевому підсумку були прихильні до нього та його партії ФАТХ.
Після того, як ХАМАС сформував у березні 2006 року палестинський уряд на чолі з Ісмаїлом Ханія, він утворив свою власну службу безпеки (законну силу), що її очолив Джамал Абу Самхадана, який помер три місяці по тому.